# Пелаэс, Эммануэль
Эммануэль Нери Пелаэс (исп. Emmanuel Neri Pelaez, 30 ноября 1915, Медина, Восточный Мисамис, Филиппины — 27 июля 2003, Мунтилупа, Большая Манила, Филиппины) — филиппинский политик, вице-президент (1961—1965), министр иностранных дел Филиппин (1961—1963).

## Биография
В 1938 г. окончил юридический факультет Манильского университета.
В 1934—1940 гг. — в аппаратах сената, суда и апелляционного суда Филиппин.
В 1945—1946 гг. — специальный обвинитель Народного суда.
Был практикующим адвокатом,
в 1946—1963 гг. — профессор права в университете Манилы.
В 1949—1953 гг. — депутат палаты представителей,
а в 1953—1960 гг. — сенатор Конгресса Филиппин.
в 1961—1965 гг. — вице-президент Филиппин,
одновременно в 1961—1963 гг. — министр иностранных дел.
В 1965—1972 гг. — вновь сенатор до момента введения в стране чрезвычайного положения.
В 1972—1978 гг. находился вне публичной политики, занимаясь юридической практикой. В то же время он привлекался к работе на различных международных конференциях, а в 1973 г. президент Фердинанд Маркос включил его в состав делегации по вопросу размещения в стране военных баз США.
В 1978—1984 гг. — депутат провинции Восточный Мисамис, назначен статс-секретарем.
В 1986—1992 гг. — посол Филиппин в США.